# Лагойдюк Григорій Григорович
Григо́рій Григо́рович Лагойдю́к (нар. 24 серпня 1946, м. Філлах, Каринтія, Австрія) — українсько-французький хореограф, культурний та громадський діяч української діаспори у Франції. Заслужений діяч мистецтв України (1992), орденоносець, Президент Асоціації Українського козацтва у Франції, генерал-отаман Українського козацтва в Європі.

## Біографія
Народився в місті Філлах (Австрія) в родині українських емігрантів із Галичини. У 1948 році разом із батьками переїхав до міста Шалетт-сюр-Луен, департамент Луаре, Франція. Там закінчив місцеву школу та ліцей Дюрсі в місті Монтаржі. З дитинства виховувався в дусі української культури. Як зазначав його батько: «Франція — там, а тут, у нашій хаті — Україна».
Танцювальну діяльність розпочав у шестирічному віці, приєднавшись до українського ансамблю у Шалетт-сюр-Луен. У 1969 році під час гастролей Українського народного хору ім. Г. Верьовки у Франції Лагойдюк активно долучився до організаційної та репетиційної роботи, познайомився з Анатолієм Авдієвським. Того ж року подорожував разом із Ансамблем танцю України ім. Павла Вірського в Іспанії, де поглиблено вивчав українське сценічне хореографічне мистецтво.
З 1971 по 1995 рік очолював український танцювальний ансамбль «Запорожці» у Шалетт-сюр-Луен. Колектив став лауреатом і переможцем багатьох міжнародних фестивалів, виступав по всій Європі та неодноразово гастролював в Україні (1976, 1983, 1988–1990). Тісно співпрацював із провідними українськими хореографами, зокрема з ансамблем ім. Вірського.

## Громадська діяльність
З ініціативи Григорія Лагойдюка у 1974 році в Шалетт-сюр-Луен встановлено пам’ятник Тарасу Шевченку. Захід відбувся за підтримки ЮНЕСКО та товариства «Україна». Ця подія також стала поштовхом до встановлення побратимських відносин між Шалетт-сюр-Луеном і Дніпровським районом Києва.
Після аварії на Чорнобильській АЕС активно організовував гуманітарну допомогу для постраждалих, керуючи благодійним проєктом «Операція “Діти Чорнобиля”» (1991–1992). До Франції звозили медикаменти, одяг, харчі, які згодом доставляли в Україну.

## Родина і спадщина
Має двох доньок, які також стали хореографами, продовживши мистецьку справу батька. Таким чином, українське хореографічне мистецтво збагатило й французьку культурну сцену — від Сержа Лифаря до родини Лагойдюків.
Український поет Петро Ребро та композитор Станіслав Тихонов присвятили йому «Пісню про козака Лагойдюка». У 1995 році Національна телекомпанія України зняла документальний фільм «Невгамовний Лагойдюк». У 1981 році Лагойдюк зіграв епізодичну роль у художньому фільмі «Одні та інші» режисера Клода Лелюша.

## Відзнаки
- Заслужений діяч мистецтв України (1992)
- Орден святого рівноапостольного князя Володимира (2015)
- Почесні відзнаки українських та європейських діаспорних організацій